# Nagapattinam (Distrikt)
Der Distrikt Nagapattinam (Tamil: நாகப்பட்டினம் மாவட்டம்; auch: 'nāgapatnam') ist ein Distrikt des indischen Bundesstaates Tamil Nadu. Verwaltungszentrum des Distrikts ist die namensgebende Stadt Nagapattinam. Im Jahr 2020 wurde aus dem nördlichen Teil des Distrikts Nagapattinam der Distrikt Mayiladuthurai gebildet.

## Geografie

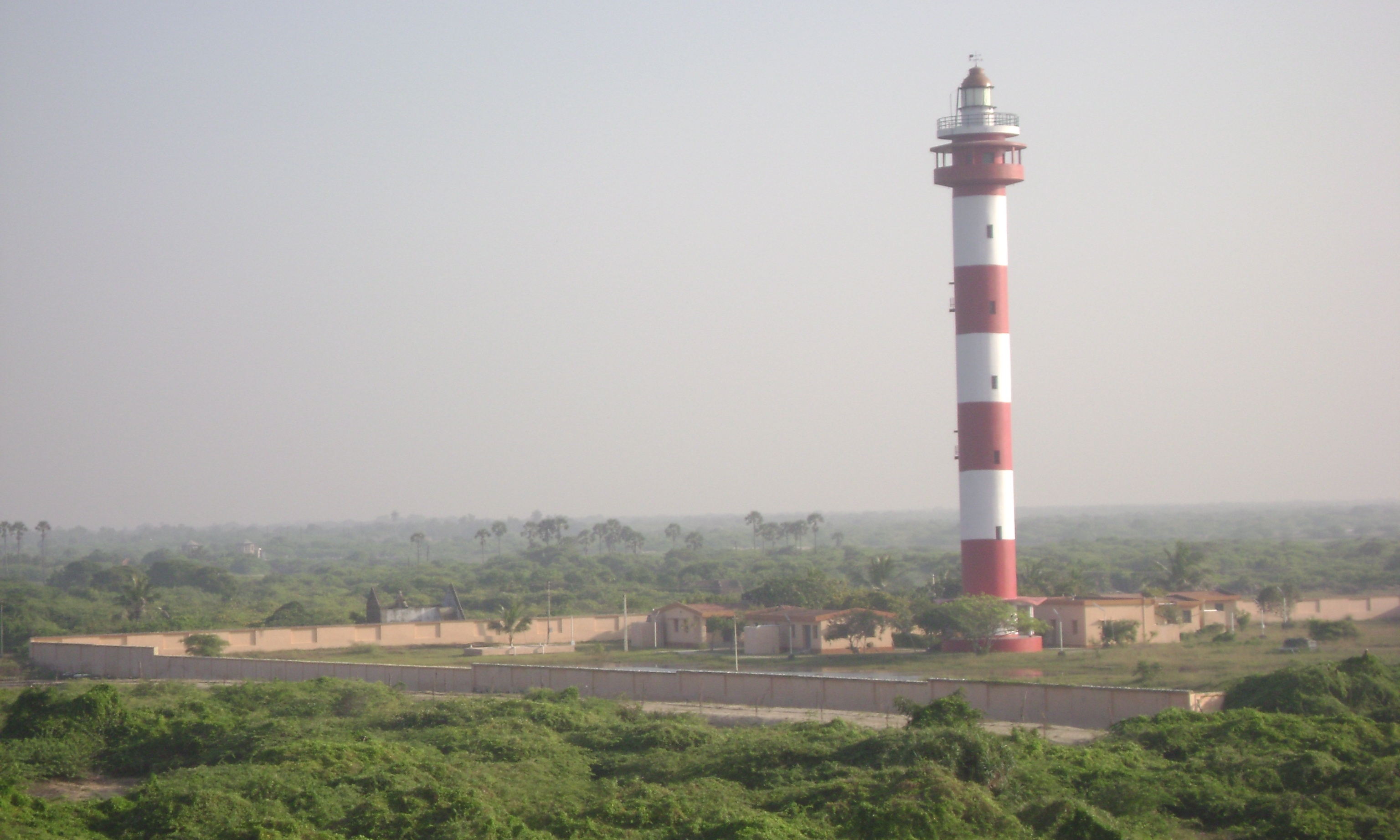
Leuchtturm bei Point Calimere

Der Distrikt Nagapattinam liegt Südosten des Kaveri-Deltas in Zentral-Tamil-Nadu. Er grenzt im Westen an den Distrikt Tiruvarur und im Norden an den Distrikt Karaikal des Unionsterritoriums Puducherry. Im Osten liegt die Küste des Golfs von Bengalen, im Süden die der Palkbucht. Zur Distriktfläche seit 2020 existieren viele verschiedene (größtenteils unzuverlässige bzw. unplausible) Angaben. Sie beträgt ungefähr 1237 km² (berechnet aus den Flächenangaben für die vier Taluks Nagapattinam, Kilvelur, Thirukkuvalai und Vedaranyam bei der Volkszählung 2001). Bei der Volkszählung 2011 hatte der Distrikt eine Fläche von 2569 km².
Das Gebiet des Distrikts Nagapattinam gehört zum Bereich des Kaveri-Deltas. Das flache und fruchtbare Land wird von zahlreichen Mündungsarmen dieses größten Stroms von Tamil Nadu durchschnitten. Zudem besitzt der Distrikt einen langen Küstenabschnitt. Die Küstenlinie zum Golf von Bengalen verläuft zunächst in Nord-Süd-Richtung, ehe sie bei Point Calimere (Kodikkarai) nahe Vedaranyam einen scharfen Knick macht. Der südliche Küstenabschnitt grenzt an die zwischen Indien und Sri Lanka gelegene Palkbucht. Bei Point Calimere finden sich ausgedehnte Mangrovenwälder.
Im Distrikt Nagappattinam herrscht ein wechselfeuchtes Tropenklima vor. Die Jahresmitteltemperatur in Nagappattinam beträgt 28,4 °C, das Jahresmittel des Niederschlages liegt bei 1.339 mm. Die meisten Niederschläge fallen während des Nordostmonsuns zwischen Oktober und Dezember. Auch während des Südwestmonsuns im August und September kommt es zu Regenfällen.

## Geschichte

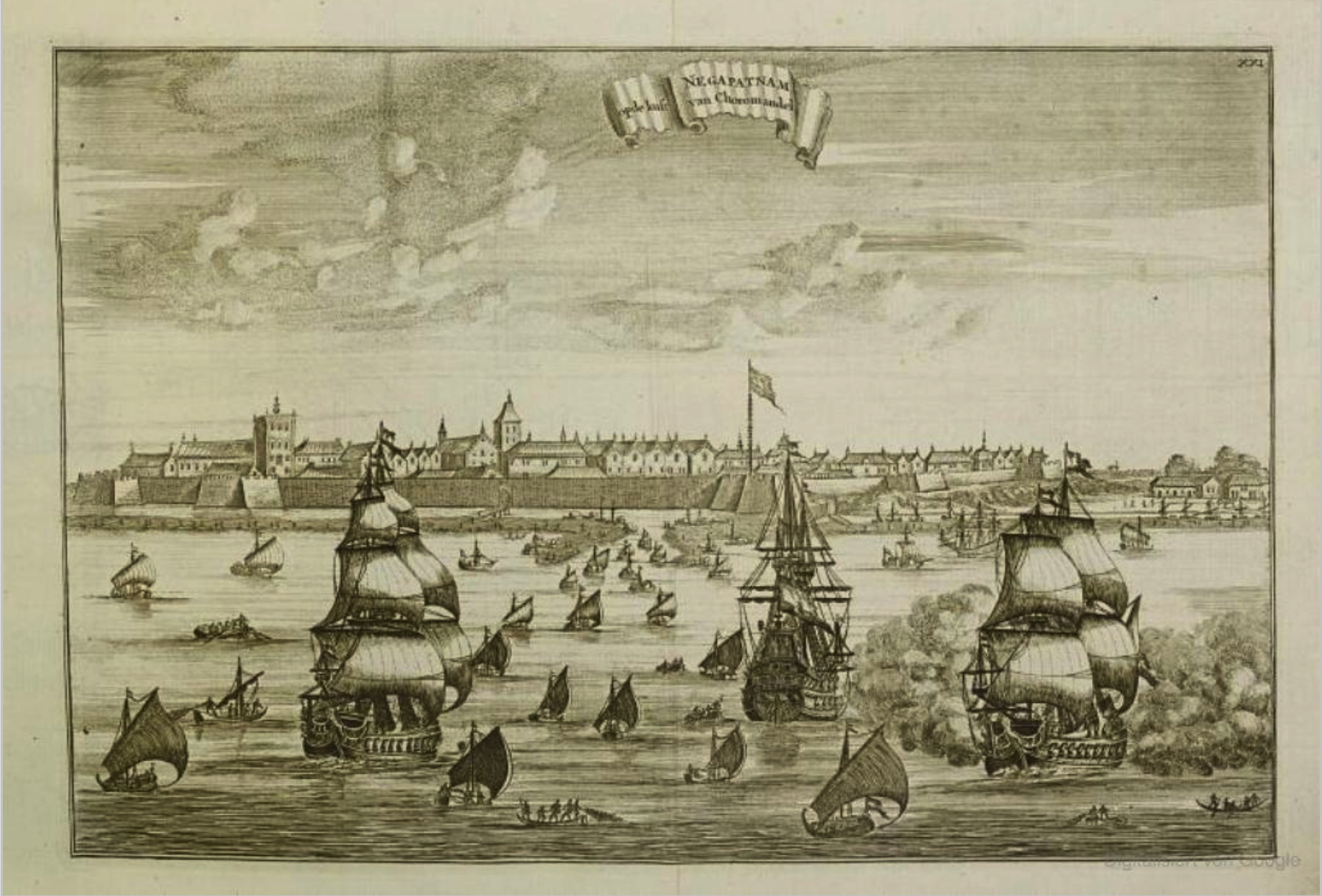
Negapatnam van Choromandel. Niederl. Kupferstich, 18. Jhd.

Das Kaveri-Delta war das Kernland des Chola-Reiches, das vom 9. bis 13. Jahrhundert Thanjavur (Tanjore) als Hauptstadt hatte. Ab dem 16. Jahrhundert beherrschten zunächst die Nayaks und später die Marathen-Könige von Thanjavur das Gebiet. Zur gleichen Zeit begannen die europäischen Kolonialmächte Stützpunkte entlang der Küste zu gründen. Die Stadt Nagapattinam war zunächst ab dem 16. Jahrhundert ein Stützpunkt der Portugiesen, 1660 fiel der Ort an die Niederlande. Nagapattinam blieb die wichtigste niederländische Besitzung in Indien, ehe es 1781 von den Briten erobert wurde. 1799 annektierten die Briten das Königreich Thanjavur und gliederten das Gebiet als Distrikt Tanjore (Thanjavur) in die Provinz Madras ein. Nach der indischen Unabhängigkeit 1947 kam das Gebiet zum Bundesstaat Madras, der 1956 nach den Sprachgrenzen des Tamil neu formiert und 1969 in Tamil Nadu umbenannt wurde. Am 18. Oktober 1991 wurde der Distrikt Nagapattinam als eigenständiger Distrikt aus dem Distrikt Thanjavur herausgelöst. 1997 wurde der Distrikt Tiruvarur aus Teilen der Distrikte Nagapattinam und Thanjavur gebildet. 2020 wurde der Nordteil des Distriktgebiets als Distrikt Mayiladuthurai aus dem Distrikt Nagapattinam herausgelöst.
Der verheerende Tsunami nach dem Seebeben im Indischen Ozean 2004, der insgesamt rund 165.000 Menschen in Süd- und Südostasien das Leben kostete, forderte im Distrikt Nagapattinam in seinen damaligen Grenzen (inklusive des heutigen Distrikts Mayiladuthurai) 6.051 Todesopfer. Damit war der Küstenabschnitt um Nagapattinam neben den Andamanen und Nikobaren das am schwersten vom Tsunami betroffene Gebiet Indiens.

## Bevölkerung
Derzeit (Stand 2022) gibt es keine veröffentlichten Zahlen zur Distriktbevölkerung, da die für den Gesamtdistrikt bei der Volkszählung 2011 ermittelten Daten nicht anwendbar sind und die Ergebnisse der Volkszählung 2021 noch nicht vorliegen. Aus den demografischen Daten der vier Subdistrikte Nagapattinam, Kilvelur, Thirukkuvalai, Vedaranyam bei der Volkszählung 2011 lassen sich die im folgenden aufgeführten Daten errechnen. Die Gesamtbevölkerung des Distrikts in seinen Grenzen ab 2020 belief sich auf 698.094 Personen (345.476 männlich, 352.618 weiblich). 188.056 Einwohner lebten in städtischen und 510.038 in ländlichen Siedlungen. 213.001 Personen wurden zu den Scheduled Castes, d. h. den registrierten unterprivilegierten Kasten gezählt und 1613 zu den Scheduled Tribes, d. h. der registrierten indigenen Stammesbevölkerung (Adivasi). Die Alphabetisierungsrate (Personen ≥ 7 Jahren) lag bei 83,9 % (männlich: 90,5 %, weiblich: 77,5 %).
Unter den Einwohnern des ehemaligen Distriktes Nagapattinam stellten die Hindus nach der Volkszählung 2011 die große Mehrheit. Daneben gab es Minderheiten von Muslimen und Christen. Die Hauptsprache ist wie in ganz Tamil Nadu das Tamil. Nach der Volkszählung 2001 wurde es von über 99 Prozent der Einwohner des damaligen Distrikts als Muttersprache gesprochen.

## Sehenswürdigkeiten

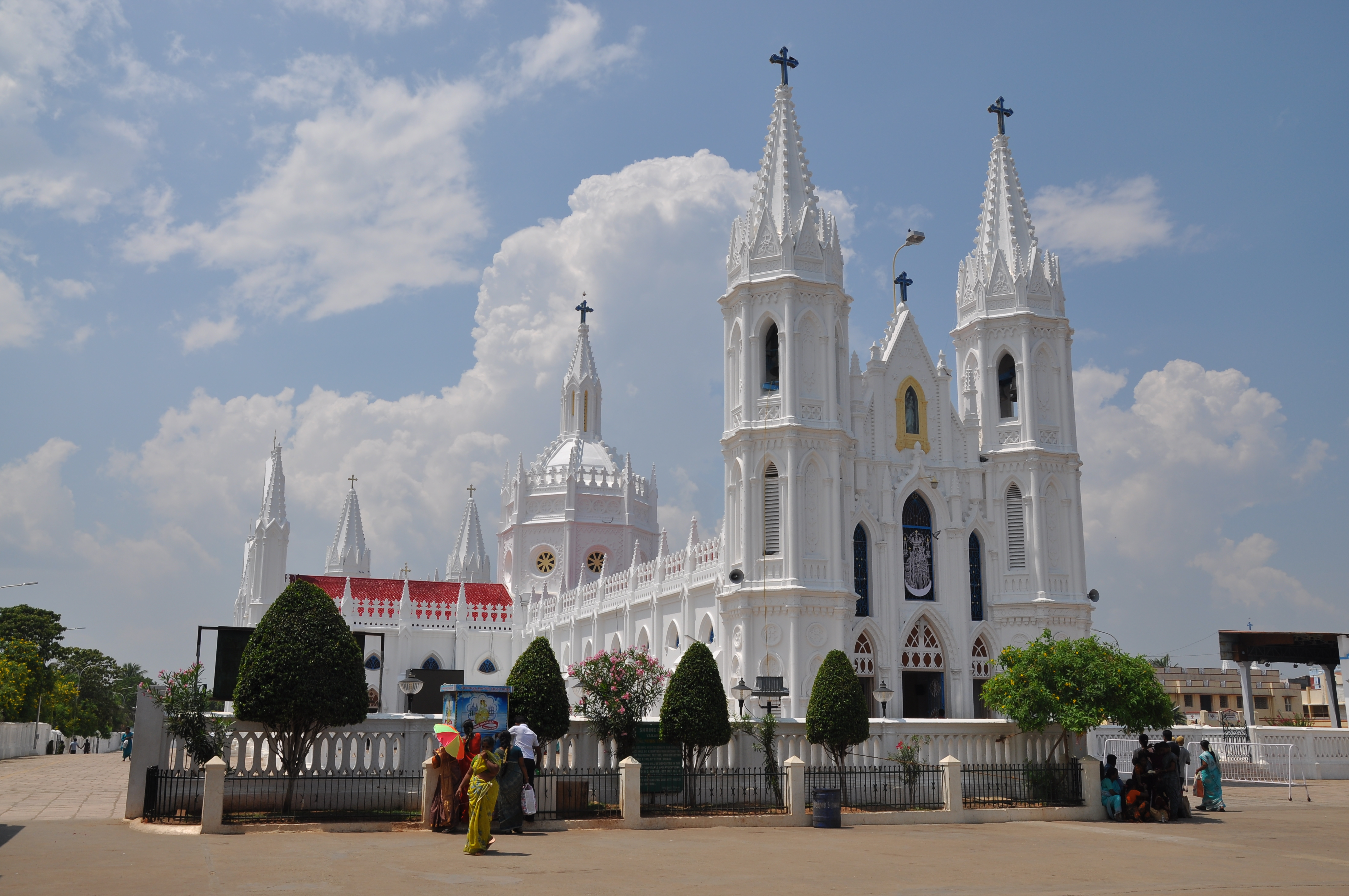
Die Marienbasilika von Velanganni

Das Kaveri-Delta ist eine kulturgeschichtlich reiche Region. Zwar ist der Südteil des Kaveri-Deltas weniger reich an Tempelbauten als der Nordtei, doch befinden sich auch im Distrikt Nagapattinam zahlreiche Hindutempel, von denen viele auf die Chola-Zeit zurückgehen. 18 der 274 heiligen Orte des tamilischen Shivaismus (Padal Petra Sthalams) zwei der 108 Heiligtümer des tamilischen Vishnuismus (Divya Desams) befinden sich im Distrikt Nagapattinam.
Auch Christen und Muslime besitzen wichtige religiöse Stätten im Distrikt Nagapattinam: Die Marienbasilika von Velankanni, wo im 16. Jahrhundert eine Marienerscheinung stattgefunden haben soll, ist der wichtigste christliche Wallfahrtsort in Indien. Allein das elftägige Kirchenfest, das alljährlich im August/September stattfindet, zieht geschätzte zwei Millionen Pilger an. In Nagore bei Nagapattinam befindet sich ein Schrein (Dargah) am Grab des muslimischen Sufi-Heiligen Syed Shahul Hamid Qadir Vali (Nagore Andavar), der im 16. Jahrhundert lebte. Einmal jährlich findet zu Ehren des Heiligen ein 14-tägiges Fest statt.
Von touristischem Interesse sind die als Naturschutzgebiet ausgewiesenen Mangrovenwälder bei Point Calimere.

## Verwaltungsgliederung

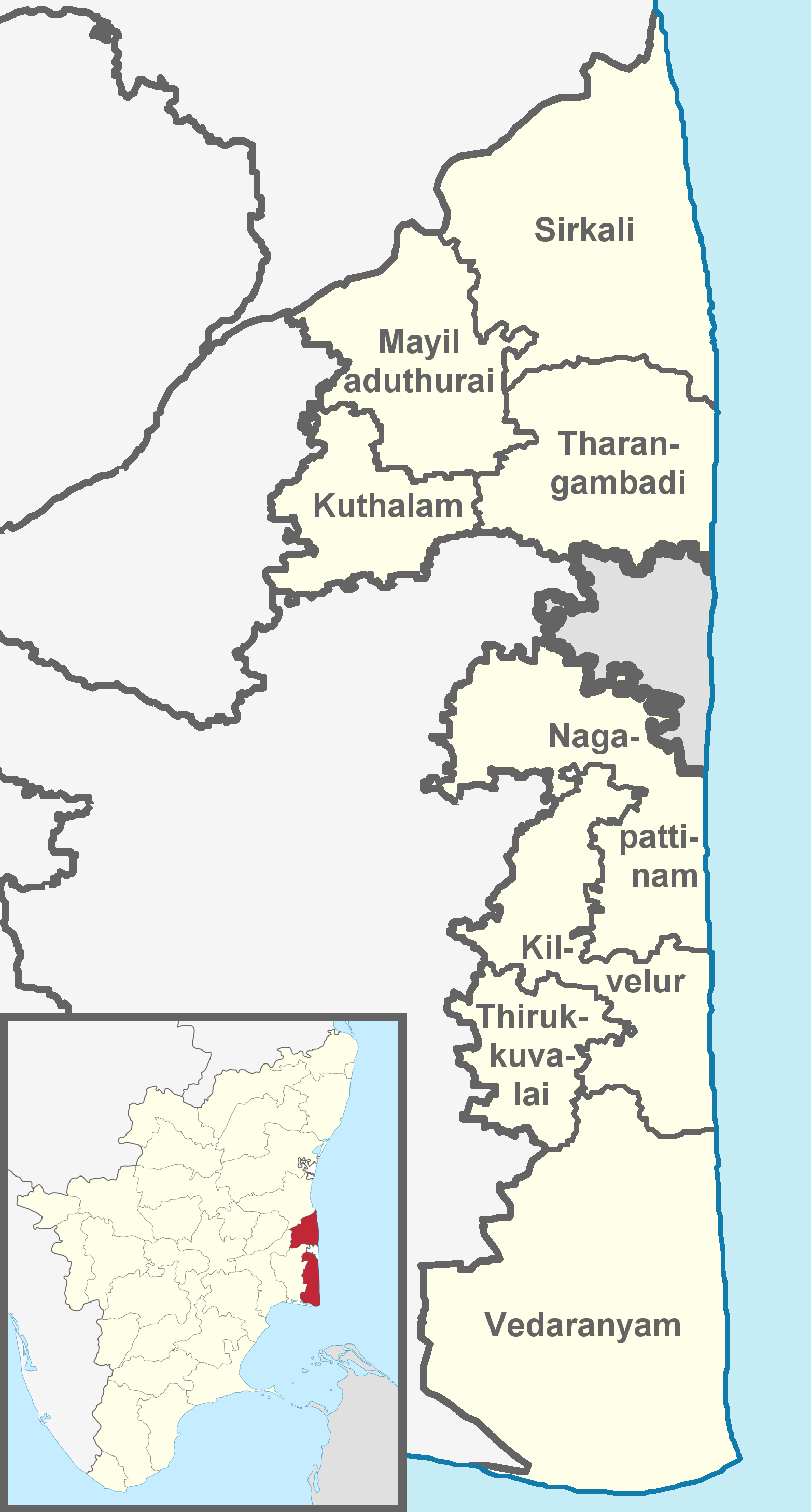
Taluks des ehemaligen Distrikts Nagapattinam. Die vier nördlichen Taluks Kuthalam, Mayiladuthurai, Sirkali und Tharangambadi bilden seit 2020 den Distrikt Mayiladuthurai.

Nach der Abspaltung des Distrikts Mayiladuthurai bestand der Distrikt Nagapattinam aus den folgenden vier Taluks (Subdistrikten):
| Taluk         | Hauptort      | Einwohner (2011) |
| ------------- | ------------- | ---------------- |
| Kilvelur      | Kilvelur      | 138.474          |
| Nagapattinam  | Nagapattinam  | 282.784          |
| Thirukkuvalai | Thirukkuvalai | 060.771          |
| Vedaranyam    | Vedaranyam    | 216.065          |

## Städte
Im Distrikt Nagapattinam gibt es zwei Städte mit eigener Stadtverwaltung (Municipalities), vier nach dem Panchayat-System verwaltete Kleinstädte (Town Panchayats) und zwei Zensusstädte (Census Towns). Angegeben ist die Einwohnerzahl nach der Volkszählung 2011.
Municipalities
- Nagapattinam (102.905)
- Vedaranyam (34.266)

Town Panchayats
- Kilvelur (8.272)
- Thalainayar (12.798)
- Tittacheri (9.245)
- Velankanni (11.108)

Zensusstädte
- Manjakollai (5.040)
- Poravacheri (4.422)